# ASPTT Nice (basket-ball)
L'Association Sportive des P.T.T de Nice (ASPTT Nice) est un club de basket-ball français basé à Nice, aujourd'hui disparu. Il faisait partie du club omnisports de l'ASPTT Nice.

## Histoire
Le club a appartenu pendant 3 saisons à l'élite du championnat de France (de 1965 à 1966, de 1970 à 1971 et de 1972 à 1973), pour un bilan de 16 victoires, 1 match nul et 53 défaites en 70 matchs.

## Joueurs marquants du club
- Larry Robertson
- Dave Chadwick
- Firmin Onissah